# Каликратис
Каликра̀тис (на гръцки: Καλλικράτης) е село в Република Гърция, разположено на остров Крит. Селото е част от дем Сфакия и има население от 16 души според преброяването от 2001 година.
Селото заедно с редица други села пострадва силно по време на окупацията на Гърция от страна на силите на Оста през Втората световна война.

## Личности
Родени в Каликратис
- Андреас Диконимос, гръцки революционер, деец на гръцката въоръжена пропаганда в Македония
- Георгиос Диконимос (Макрис, 1887 – 1939), гръцки офицер, деец на гръцката въоръжена пропаганда в Македония
- Евтимиос Каудис (1866 или 1872 – 1956), гръцки революционер, деец на гръцката въоръжена пропаганда в Македония
- Емануил Бенис, гръцки революционер, деец на гръцката въоръжена пропаганда в Македония
- Ламбринос Вранас (? – 1905), гръцки революционер, деец на гръцката въоръжена пропаганда в Македония